# Rudolf Kußmann
Rudolf Kußmann (* 4. Mai 1883  in Frankfurt a. M.; † nach 1937) war ein deutscher Oberlehrer, Schulleiter und Dichter.

## Leben und Wirken
Rudolf Kußmann stammte wahrscheinlich aus einer Lehrerfamilie  in der Provinz Posen. Er studierte an der Universität Greifswald, wo er 1909 seinen Abschluss erhielt, er promovierte  zum Dr. phil. Danach wurde er Lehrer in Nakel in der Provinz Posen. Seit April 1912 leitete Rudolf Kußmann die Städtische Höhere Knabenschule in Crone an der Brahe, die wichtigste Schule in dieser Stadt.
Später verließ er die Provinz Posen nach deren Übergang an den neuen polnischen Staat. 1928  lebte  er in Rotenburg bei Fulda, wo er 1933  Oberlehrer war. 
Von 1938 ist der letzte Hinweis von ihm dort erhalten.
Einige Fotos seiner Familie befinden sich im Stadtarchiv Worms.

## Literarisches Werk
Rudolf Kußmann verfasste mehrere Bücher mit  Gedichten, und literarisch bearbeiteten Schwänken und Sagen in Gedichtform, dazu  Gedichte in Zeitschriften wie Kinderland,  Aus dem Posener Lande und Muttersprache. Zeitschrift des deutschen Sprachvereins.
Der Literaturkritiker Eduard Engel lobte ihn überschwänglich:

„Wo unsre Begabungen sich verstecken! Dieser Übergeorge ist Rudolf Kußmann, Oberlehrer in Rotenburg bei Fulda. Der große Stefan hat nie so hinreißend gedichtet.“

- Posener Sagen und Schwänke, Philippsche Buchhandlung Posen, 1907
- Die Fallgrube, W. Rosch, [ohne Jahr]
- Marienmärchen. Gedichte eines jungen Vaters, Asgard (O. Klemm), Großschwabhausen bei Weimar, 1922
- Das neue Narrenschneiden. Ein heiteres Hans-Sachs-Spiel von Meckerern, Rückschrittsmännern und anderen Zeitgenossen, C. Glasser, Leipzig, [1935?]